# 23. oktober
23. oktober je 296. dan leta (297. v prestopnih letih) v gregorijanskem koledarju. Ostaja še 69 dni.

## Dogodki
- 42 pr. n. št. – Državljanske vojne starega Rima: Druga bitka pri Filipih, Mark Antonij in Oktavijan premagata Brutovo vojsko, slednji stori samomor
- 1492 – Kočevje prejme patent za trgovino z lastnimi izdelki
- 1641 – izbruhne Irski upor leta 1641
- 1864 – Ameriška državljanska vojna: bitka za Westport – general Samuel R. Curtis porazi enote Konfederacije na ozemlju današnjega Kansas Citya
- 1870 – Francosko-pruska vojna: obleganje Metza se konča z zmago Prusije
- 1906 – Pariz, Francija: Alberto Santos-Dumont opravi prvi polet z letalom na motorni pogon v Evropi
- 1908 – ustanovljena Slovenska filharmonija
- 1911 – prva raba letala v vojne namene: med italijansko-turško vojno italijanski pilot leti nad Libijo in opazuje nasprotnikove položaje
- 1912 – Prva balkanska vojna: v spopadu med Srbijo in Turčijo se prične Bitka pri Kumanovem
- 1914 – Turčija: (centralna sila) napade Rusijo
- 1915 – v New Yorku je 25-33 tisoč žensk demonstriralo za volilno pravico žensk
- 1917 –
  - - Centralni komite boljševistične partije sprejme Leninov predlog o oboroženi vstaji
  - - na bojišču pri francoskem mestu Lunéville vstopijo ameriške enote v 1. svetovno vojno
- 1931 – odstopi goriški škof Frančišek Borgia Sedej
- 1934 – kitajski komunisti pričnejo dolgi pohod
- 1939 – Hitler zaustavi nemški von Braunov raketni program
- 1940 – srečanje Adolf Hitler-Francisco Franco
- 1941 – II. svetovna vojna: vodstvo Rdeče armade prevzame maršal Žukov
- 1942 – začetek bitke pri El Alameinu
- 1946 – na ameriškem vojaškem sodišču se prične sojenje 23 esesovskim zdravnikom
- 1956 – začetek protisovjetskega upora na Madžarskem
- 1958 – belgijski stripar Peyo uvede nove stripovske junake, Smrkce
- 1985 – v samomorilskem napadu eksplodira ameriška vojašnica v Bejrutu
- 2002 – čečenski teroristi ugrabijo več kot 700 talcev v moskovskem gledališču Dubrovka

## Rojstva
- 1503 – Izabela Portugalska, kraljica Španije († 1539)
- 1695 – François de Cuvilliés starejši, francoski arhitekt, dekorater († 1768)
- 1796 – Stefano Franscini, švicarski politik († 1857)
- 1805 – Adalbert Stifter, avstrijski pisatelj († 1868)
- 1813 – Jean Gaspard Felix Ravaisson-Mollien, francoski filozof († 1900)
- 1817 – Pierre Athanase Larousse, francoski slovničar, leksikograf, enciklopedist († 1875)
- 1818 – Prov Mihajlovič Jermilov - Prov Sadovski, ruski gledališki igralec († 1872)
- 1820 – Štefan Selmar, prekmurski rimskokatoliški župnik in pisatelj († 1877)
- 1848 – Martin Cilenšek, slovenski botanik († 1937)
- 1853 – Capistrano de Abreu, brazilski zgodovinar († 1927)
- 1887 – Rudolf Golouh, slovenski dramatik, publicist, pesnik († 1982)
- 1901 – Kristmann Gudmundsson, islandski pisatelj († 1983)
- 1905 – Felix Bloch, švicarsko-ameriški fizik, nobelovec 1952 († 1983)
- 1909 – Zellig Harris, ameriški jezikoslovec († 1992)
- 1919 – Manolis Andronikos, grški arheolog († 1992)
- 1940 – Pelé, brazilski nogometaš († 2022)
- 1942 –
  - Michael Crichton, ameriški zdravnik, pisec, filmski producent, režiser († 2008)
  - Anita Roddick, italijansko-angleška podjetnica († 2007)
- 1949 – Michael »Wurzel« Burston, britanski glasbenik (Motörhead) († 2011)
- 1957 – Martin Luther King III., ameriški advokat in borec za človekove pravice
- 1960 – Wayne Rainey, ameriški motociklistični dirkač
- 1961 – Andoni Zubizarreta, španski nogometaš
- 1964 – Robert Trujillo, mehiško-ameriški bassist iz Metallice
- 1966 – Alex Zanardi, italijansko dirkač
- 1973 – Christian Dailly, škotski nogometaš
- 1974 –
  - Jasmin St. Claire, brazilska pornografska igralka
  - Sander Westerveld, nizozemski nogometaš
- 1975 – Keith Van Horn, ameriški košarkar
- 1981 – Jeroen Bleekemolen, nizozemski dirkač
- 1984 – Izabel Goulart, brazilska manekenka

## Smrti
- 42 pr. n. št. – Mark Junij Brut, rimski politik, atentator (* 85 pr. n. št.)
- 1134 – Abu al-Salt, andaluzijski učenjak, astronom (* 1068)
- 1157 – Sven III., danski kralj (* 1125)
- 1355 – Blasco II. de Alagona, aragonski plemič, sicilski regent
- 1456 – Sveti Janez Kapistran, italijanski redovnik (* 1386)
- 1685 – Jamaga Soko, japonski konfucijanski filozof (* 1622)
- 1874 – Abraham Geiger, judovski teolog, pisatelj (* 1810)
- 1921 – John Boyd Dunlop, škotski izumitelj (* 1840)
- 1937 – Martin Cilenšek, slovenski botanik (* 1848)
- 1939 – Pearl Zane Grey, ameriški pisatelj (* 1872)
- 1950 – Al Jolson, ameriški pevec, komedijant (* 1886)
- 2011 – Marco Simoncelli, italijanski motociklistični dirkač (* 1987)
- 2018 – Alojz Rebula, slovenski pisatelj, esejist in dramaturg (* 1924)

## Prazniki in obredi
- Madžarska: dan državnosti (Madžarska revolucija 1956)
- astrologija: prvi dan znamenja škorpijona (glej horoskop)